# Case No. 113
Caso No. 113 (en hangul, 사건번호 113; romanización revisada, Sageonbeonho 113) es una serie de televisión surcoreana especial de dos episodios, transmitidos la noche del 30 de mayo de 2013 por Seoul Broadcasting System. Basada en la novela del mismo título de Ryu Sung Hee editada el 26 de enero de 2012, fue protagonizada por Kim Mi Sook y Ki Tae Young.

## Argumento
El detective Kang Joon Suk (Ki Tae Young) y la fiscal Kim Min Seo (Seung Joo) deciden resolver el caso número 113, que lo une a la cirujana del hospital universitario, Kang Hee Kyung (Kim Mi Sook), correspondiente a un macabro crimen que se relaciona con Hye Ri (Han Yoo Yi), la hija de ella y donde el cadáver de la víctima nunca fue encontrado. La peripecia aparenta no tener desenlace hasta que se descubre que todo ha sido ocultado por Hee Kyung, que tras un triste pasado logra involucrar a su hija en las drogas y a un destino inevitable.

## Reparto

### Personajes principales
- Kim Mi Sook como Kang Hee Kyung.
- Han Yoo Yi como Eun Hye Ri.
- Ki Tae Young como Detective Kang Joon Suk.

### Personajes secundarios
- Kim Min Seo como Seung Joo.
- Choi Phillip como Lee Gyeo Ra.
- Yeon Je Wook como Kim Ki Joon.[3]
- Lee Ik Joon como Han Dong Ho.
- Sung Byung Sook como Madre de Seung Joo.
- Jun Gook Hwan como Jang Jong Bum.